# Chelonia mydas
La tartaruga verde (Chelonia mydas (Linnaeus, 1758)) è una tartaruga marina della famiglia Cheloniidae, unica specie vivente del genere Chelonia.

## Descrizione
Si distingue dalle altre tartarughe marine per il carapace dotato di quattro paia di scuti costali, una sola placca prefrontale sulla testa, che è robusta, voluminosa ed arrotondata, la punta del becco corneo della mascella superiore non ricurva ad uncino e gli scudi del carapace mai embricati.

Il maschio si differenzia dalla femmina per la coda più robusta (più larga e lunga) e per le unghie degli arti anteriori più lunghe.

La colorazione della corazza è bruno-olivastra, con striature e macchie gialle o marmorizzate. Gli esemplari giovani sono più uniformemente bruno-olivastri, con gli arti bordati di giallo.
L'adulto è lungo fino a 140 cm circa, con un peso che può raggiungere i 170 - 190 kg.

## Biologia
Il suo stile di vita è simile a quello della tartaruga comune (Caretta caretta), dalla quale differisce soprattutto per le imponenti migrazioni, anche di 2000 km, che a migliaia gli adulti compiono in gruppo spostandosi dalle zone dove sostano per cibarsi a quelle di accoppiamento e ovodeposizione. È ritenuta la più adatta al nuoto fra le tartarughe viventi.

### Alimentazione
Si nutre prevalentemente di fanerogame marine e per questo la si rinviene soprattutto in aree ricche di praterie sommerse.

### Riproduzione
La stagione riproduttiva va da luglio a marzo. La femmina si accoppia e depone le uova ogni 2-3 anni: sulla spiaggia, scava con le natatoie 5-7 buche nelle quali, ad intervalli di 10-15 giorni, depone circa 100 uova a guscio bianco e molle, per un numero complessivo stagionale di circa 500 unità. L'incubazione dura 50-60 giorni, in dipendenza delle condizioni climatiche. Si calcola che solo un neonato su 500 riesca a raggiungere la maturità sessuale.

## Distribuzione e habitat
La specie è cosmopolita di mari tropicali e subtropicali. Vive in acque pelagiche e costiere, in vicinanza delle barriere coralline e di coste sabbiose, dalla superficie fino a 30-40 metri di profondità.
È presente anche nel Mediterraneo con alcuni siti di nidificazione concentrati soprattutto nella parte sud-occidentale.
Nel 2009 ne sono stati rinvenuti pochissimi esemplari anche lungo le coste italiane, precisamente nel Golfo di Manfredonia e in Sardegna non lontano da Castelsardo. Fra il 2015 e il 2017 sono stati curati 3 esemplari nel Centro di Recupero Cura e Riabilitazione delle Tartarughe Marine di Riccione gestito da Fondazione Cetacea Onlus, poi rimesse in libertà.

Areale di C. mydas (in azzurro). I cerchi rossi indicano i siti di nidificazione maggiori, quelli gialli siti di nidificazione minori.

Nel 2014 un esemplare morto di Chelonia mydas è stato rinvenuto sull'arenile del Lido di Camaiore. Nell'estate del 2019 ben tre esemplari di Chelonia mydas sono stati trovati nelle acque del Tirreno: due erano purtroppo morte, la terza, ribattezzata Nausicaa, è stata consegnata da un pescatore ai biologi del Centro di Recupero Tartarughe marine tartAmare di Marina di Grosseto. Dopo essere stata ospite del centro, dove è stato accertato il suo stato di salute, il 12 settembre 2019 è stata liberata nelle acque di Marina di Grosseto dagli stessi biologi di tartAmare. Il 27 luglio 2020 un esemplare è stato tratto in salvo da un pescatore che ha recuperato l'animale che galleggiava nelle acque della zona di Quirra nel sud Sardegna avvolto da un groviglio di reti e nylon. Soccorsa all' arrivo in porto è stata affidata alle cure del centro di recupero del Sinis.

## Stato di conservazione
La IUCN Red List classifica C. mydas come specie in pericolo di estinzione (Endangered).